# 溪边芋属
溪边芋属（学名：Montrichardia），也称河蕉芋属，是天南星科的一属，分布于热带美洲。

## 下属物种
本属仅有2种：
- 溪边芋 Montrichardia arborescens (L.) Schott
- 河蕉芋 Montrichardia linifera (Arruda) Schott